# Iwan von Brevern

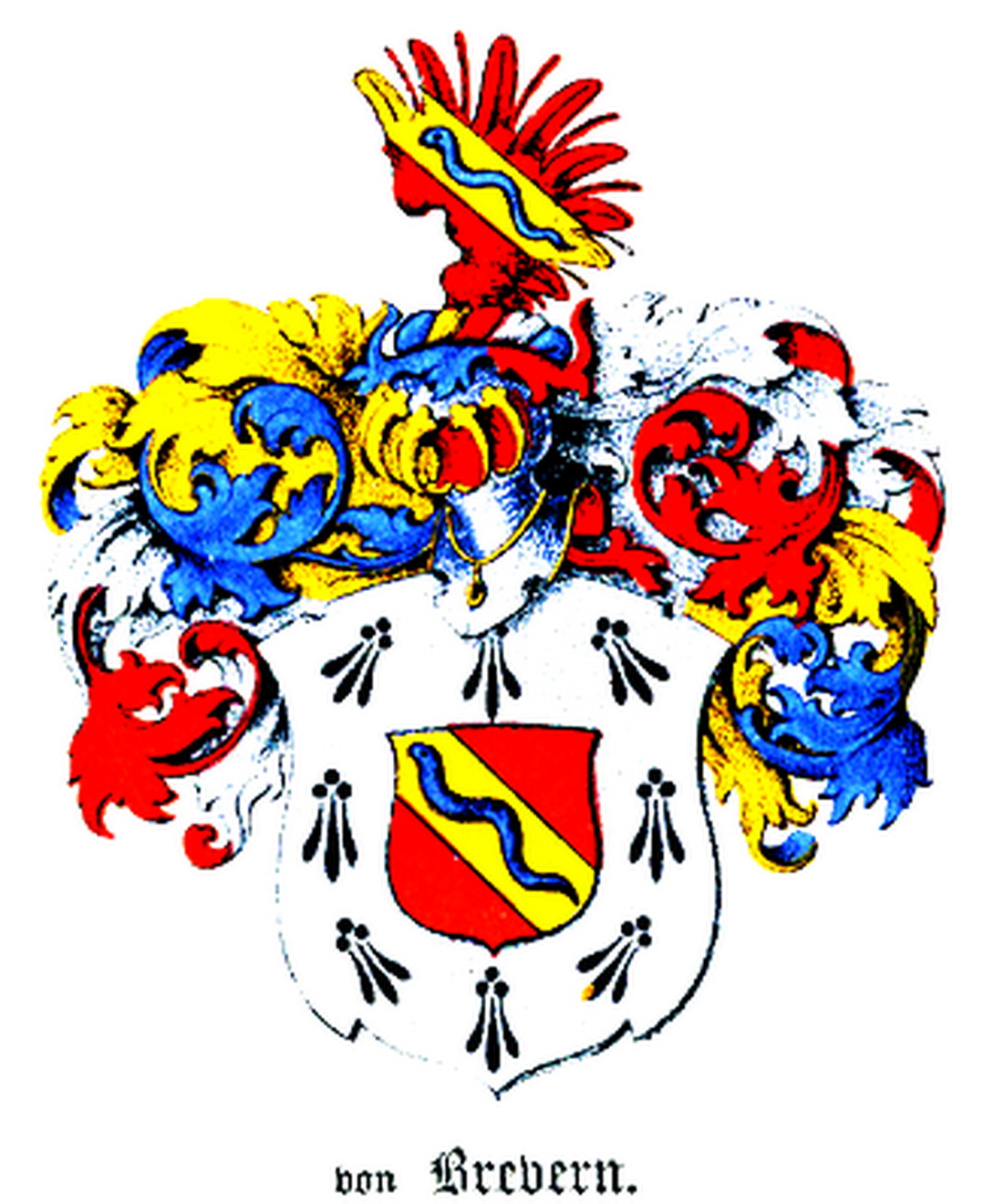
Wappen derer von Brevern

Iwan von Brevern (Taufname: Iwan, Rufname: Johann; Иван (Иоганн) Христофорович Бреверн, * 3. Dezember 1812 in Jörden, Estland; † 29. April 1885 in Sankt Petersburg) stammte aus dem deutsch-baltischen Adelsgeschlecht der „von Brevern“. Er war Vizegouverneur von Livland und später Zivilgouverneur des Gouvernements Kurland.

## Leben
Sein Vater Christoph Engelbrecht von Brevern war ebenfalls Zivilgouverneur des Gouvernements Kurland, seine Mutter Julie war eine geborene von Strandmann. Iwan besuchte die russische Eliteschule „Lyzeum Zarskoje Selo“ und übernahm 1832 eine Dienststellung im Ministerium für auswärtige Angelegenheiten in Sankt Petersburg. 1835 trat er als Fähnrich in die Kaiserlich Russische Armee ein und diente im Wolhynschen Garderegiment (Волынский лейб-гвардии полк), es folgte als Unterleutnant eine Verwendung im Reitenden Garderegiment. 1839 wurde er als Leutnant aus der Armee entlassen.
Auf den väterlichen Gütern betätigte sich Iwan von Bevern zunächst als Landwirt und wurde 1845 Kanzleisekretär im kurländischen Government. Von 1846 bis 1852 übernahm er als Beamter die Stelle eines Sonderbeauftragten beim Generalgouverneur in Riga. Es folgte 1852 eine kurze Verwendung als Kammerjunker, dem sich direkt das Amt des Vizegouverneurs von Livland anschloss. 1858 wurde er zum Zivilgouverneur von Kurland berufen, in dieser Eigenschaft machte er sich um die Entwicklung der Städte und der Förderung bäuerlicher Landbesitze verdient. Es gelang ihm in den Jahren 1862 und 1863 die polnischen Aufstände abzuwehren und 1865 die Unruhen in Kurland beizulegen. Als Geheimrat und als Senator war er zwischen 1865 und 1868 weiterhin politisch tätig.

## Familie
Iwan v. B. heiratete Catharina von Arpshoven (1817–1904), eine Tochter von Generalmajor Georg von Apshofen auf Lagena (Estland) und Alexandra Petrowna Demidow, Kinder:
- Marie (1841–1916), verh. mit Julius Baron von Oelsen † 1895
- Georg von Brevern * 1. April 1843 in Lagena † 3. März 1898 in Riga, russischer Generalmajor und Kommandeur einer Reservebrigade mit dem Rang eines Divisionsgeneral, verh. mit Anna Wilhelmine Rücker *1850
- Alexander von Brevern (* 27. März 1845 in Mitau; † 10. Januar 1897 in Mitau),  Herr auf Szagarren (Litauen) und Dritzan (im Gouvernement Witebsk), verh. mit Theophile von der Ropp (1848–1887)
- Catharina Isalie (* 1874) verh. mit Georg Fürst von Lieven † 1910
- Nicolai von Brevern * 2. August 1848 in Riga † ermordet am 22. Januar 1919, Richter am Warschauer Appellationsgerichtshof, Warschauer Staatsrat, verh. mit Alexandrine Henriette Gräfin Zoege von Manteufel  (* 1855)
- Woldemar von Brevern * 12. Dezember 1857 in Riga † 9. Juli 1905 zwischen Grobiņa (Lettland) und Gawesen (von Revolutionären ermordet), Bauernkommissar,[2] verh. mit Barbara Wöhrmann *1862
  - Dimitri von Brevern * 28. November 1888 in Mitau † 17. Juni 1889 in Mitau
  - Johann (Hans) von Brevern * 25. Februar 1890 in Mitau, Beamter des kurländischen Gouvernements, russischer Offizier, Kaufmann in Harbin (Mandschurei), verh. mit Olga Gosronow * 1896 in Aşgabat (Turkmenistan)
    - Helene von Brevern * 1924 in Charbin

## Auszeichnungen
Iwan von Brevern wurde mit folgenden russischen Orden dekoriert:

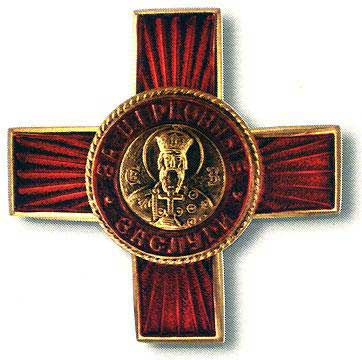
Orden des Heiligen Wladimir (3. Klasse)
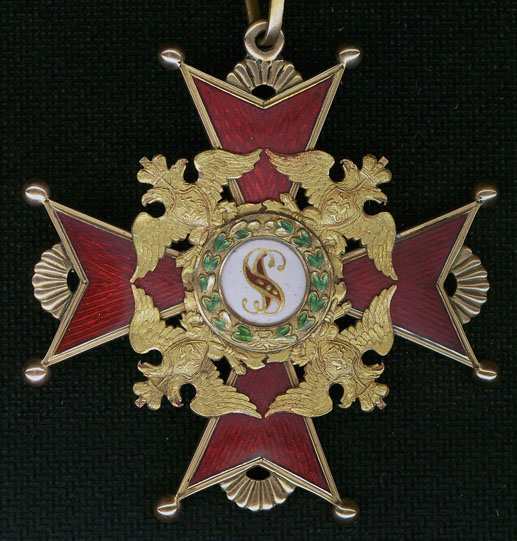
Sankt-Stanislaus-Orden (1. Klasse)
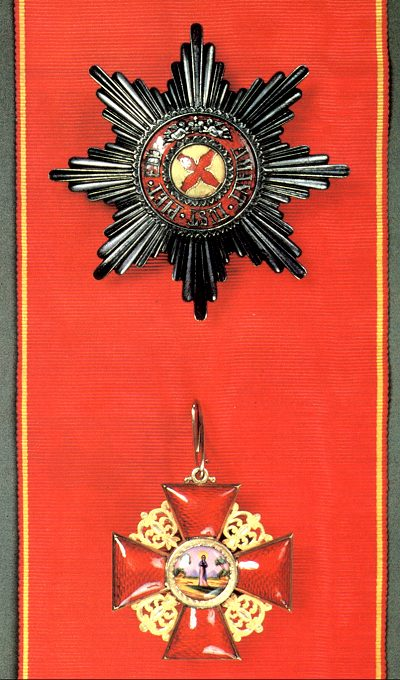
Russischer Orden der Heiligen Anna (1. Klasse)